# Anthaxia convexiptera
Anthaxia (Haplanthaxia) convexiptera – gatunek chrząszcza z rodziny bogatkowatych i podrodziny Buprestinae.
Gatunek ten został opisany w 2014 roku przez Svatopluk Bílego i Vladimira Sakaliana.
Chrząszcz o ciele długości od 6,8 do 8,9 mm, wypukłym, klinowatym w obrysie.  Wierzch ciała ma ciemnomosiężny, u samca z ciemno złocistozieloną częścią czołowo-nadustkową, natomiast spód, czułki i odnóża czarne. Czoło ma lekko wypukłe. Przedplecze o prawie równoległych bokach i poprzecznie pomarszczonej powierzchni, przy czym zmarszczki na dysku są proste i długie. Tarczkę ma płaską z małym, owalnym wgłębieniem. Długość regularnie wysklepionych pokryw jest trochę mniejsza niż dwukrotność ich szerokości. Powierzchnia pokryw jest pokryta prawie jednorodną rzeźbą. Tylna ⅓ pokryw ma piłkowane krawędzie, a same wierzchołki są osobno zaokrąglone. Samiec ma przysadzisty, wyraźnie grzbietobrzusznie zakrzywiony edeagus z dwoma parami pęcherzykowatych guzków na brzusznej powierzchni.
Kwietniczek ten znany jest z Etiopii, Tanzanii i Zimbabwe.